# Okwanuchus
Els okwanuchus eren un grup de petites tribus d'amerindis de Califòrnia que parlaven la llengua okwanuchu del grup shasta al Nord de Califòrnia i eren estretament relacionat amb la gran tribu adjacent shasta. El territori okwanuchu ocupava el sud, sud-oest i sud-est de la Muntanya Shasta, Califòrnia, incloent les ciutats d'avui en dia de Mount Shasta, McCloud (Califòrnia) i Dunsmuir, la part superior del riu Sacramento baixant a North Salt Creek, el drenatge de Squaw Valley Creek i la part superior del riu McCloud aigües avall fins a la seva confluència amb Squaw Valley Creek.
Els okwanuchu eren relacionats amb parlants d'altres llengües hoka, amb jaciments arqueològics que daten de fa més de 5.000 anys. Membres de tribus de parla penutiana, especialment els wintus, arribaren al centre d'Oregon i Nord de Califòrnia al veïnatge de Redding (Califòrnia) fa uns 1.200 anys, probablement des del sud d'Oregon. Els wintus posseïen una tecnologia superior a la dels seus veïns de parles hoka i expandiren el territori wintu a costa del dels okwanuchus i achomawis, al nord, i dels yanes a l'est. Sembla probable que, si els europeus i els nord-americans no haguessin intervingut (a partir de la dècada de 1820), els wintus haurien absorbit o eliminat als okwanuchu en el transcurs dels propers segles.
L'antropòleg Alfred L. Kroeber suggerí en 1918 que els okwanuchu s'havien extingit. Encara que la seva llengua estava estretament relacionada amb la de la principal tribu shasta, contenia alguns elements wintu i achomawi. Se sap molt poc sobre la ubicació dels seus pobles i assentaments o de la seva cultura que no sigui una presumpta similitud amb els seus veïns shasta i achomawi.
El famós autor Joaquin Miller (honrat a Oakland Califòrnia) visqué entre els okwanuchus i escriví una novel·la històrica sobre això, el tema, però a causa de la continuació d'interès periodístic "Modoc Indian War", l'anomenà Life Amongst the Modocs que venia millor que "els okwanuchu". Un probable llogaret principal és el parc Tahlindali de la ciutat de Dunsmuir, anomenat per un dels últims membres d'una tribu resident a la zona.